# Вверх
«Вверх» (англ. Up) — американский полнометражный компьютерно-анимационный драматический фильм анимационной студии Pixar.
В мае 2009 года Каннский кинофестиваль впервые в своей истории открылся показом мультфильма, и этим мультфильмом стал «Вверх». В некоторых кинотеатрах фильм показывается в 3D формате, его показ предваряет короткометражный мультфильм «Переменная облачность». «Вверх» был удостоен премии «Оскар» в категориях лучший анимационный полнометражный фильм и лучшая музыка к фильму.
В июне 2023 года на экраны вышел сиквел «Вверх» — короткометражный мультфильм «Свидание Карла».

## Сюжет
Карл Фредриксен с самого детства был поклонником Чарльза Манца — исследователя Райского водопада. Тогда же, в детстве, он познакомился с соседской девочкой по имени Элли; впоследствии он женился на ней. Всю жизнь Элли хотела попасть в Южную Америку к Райскому водопаду. Однажды они с мужем решили завести ребёнка, но после выкидыша девушка оказалась бесплодной. Ближе к старости Карл решил реализовать её мечту попасть на Райский водопад, однако она умерла незадолго до поездки. Карл поставил целью претворить своё обещание в жизнь и попасть на тепуи.
Чтобы избежать сноса дома, наполненного памятью о жене, и переезда в дом престарелых, он поднимает свой дом в воздух с помощью огромного количества воздушных шаров, при этом случайно захватив с собой упитанного девятилетнего скаута по имени Рассел, который отличается болтливостью, чем сильно раздражает Карла. Две противоположности вынуждены взаимодействовать друг с другом, чтобы преодолеть множество опасностей дикой природы, противостоять неожиданным врагам и находить новых друзей, населяющих джунгли. Сначала они встречают огромную редкую птицу, которую Рассел назвал Кевином, а потом — пса Дага, который при помощи специального ошейника может говорить. Затем они встречают Чарльза Манца, который намерен поймать Кевина и отомстить учёным, не признавшим его открытий. В итоге, вынужденный драться со своим кумиром, Карл побеждает и после этого уже без дома, на дирижабле Чарльза они прилетают в город. В конце Карл и Рассел едят мороженое и считают машины. В финальном кадре показано, что дом Карла удачно приземлился у Райского водопада.

## Роли озвучивали
- Эдвард Аснер — Карл Фредриксен: 78-летний протагонист мультфильма[3]. Потеряв жену, решает отправиться в путешествие к Райским водопадам на своём доме с помощью воздушных шаров. В создании персонажа принимал участие Лу Грант[англ.], альтер-эго Аснера. Он помог сценаристам придумать личность Карла, уточняя, как лучше сбалансировать сильные и слабые стороны героя[4]. Внешность Карла была разработана на основе Спенсера Трейси из его последнего фильма «Угадай, кто придёт к обеду?» (1967)[5]. Для Айснера разработали диалоги с короткими предложениями и большим количеством согласных, чтобы «закрепить мнение о том, что Карл после смерти Элли — это недовольный медведь, которого разбудили во время спячки»[6].
- Джордан Нагаи[англ.] — Рассел: 13-летний мальчик-скаут[7], который пытается помогать Карлу, чтобы получить последний значок «Помощь пожилым людям», и в итоге отправляется к Райским водопадам вместе с ним. Сам Рассел в разговоре с Карлом упоминает, что он ни разу не ходил в походы, и намекнул, что его родители живут раздельно[8].
- Кристофер Пламмер — Чарльз Ф. Манц: пожилой исследователь, путешественник и кумир детства Карла и Элли[9][10]. Является антагонистом картины и намеревается поймать Кевина, чтобы забрать с собой и добиться признания учёных и мирового сообщества. Название его дирижабля, «Дух приключений» (англ. Spirit of Adventure), было вдохновлено самолетом Чарльза Линдберга «Spirit of St. Louis»[11]. Сам Манц, по словам Пита Доктера, был основан на реальных путешественниках Чарльзе Линдберге и Перси Фоссете[12], при этом многие рецензенты сравнивали внешность злодея с Кирком Дугласом[13][14].
- Боб Питерсон — Даг: доброжелательный золотистый ретривер, входящий в группу собак, управляемых Манцем. Как и другие собаки, Даг говорит при помощи своего ошейника. Его отправляют поймать Кевина, однако он примыкает к главным героям и следует вместе с ними[15]. Озвучивая Дага, Петерсон хотел отдать дань уважения этим животным, опираясь на собственный опыт общения со своими домашними собаками[16]. DVD-издание фильма содержит короткометражный фильм «Даг: специальная миссия», в котором рассказывается предыстория Дага до того, как он встретил Карла и Рассела. Ранее, камео Дага было показано в мультфильме «Рататуй», где он появлялся в виде тени[11].
  - Петерсон также озвучил Альфу — добермана и вожака стаи собак Манца[11].
- Пит Доктер — Кевин: вид вымершей птицы Kelenken guillermoi[англ.] с ярким оперением и ростом 4 метра, обитающий вблизи Райского водопада[3]. Помимо Кевина, Доктер также озвучил вожатую лагеря Рассела в заключительных сценах картины[17].
- Элизабет Доктер — Элли Фредриксен: жена Карла, которая, прожив жизнь с ним, умирает в начале мультфильма, так и не осуществив свою мечту посетить Райский водопад. Поскольку Элли говорит только в детстве, голос ей подарила дочь Пита Доктера — Элизабет[18].
- Делрой Линдо — Бета: ротвейлер из стаи собак Манца[11].
- Джерами Рэнфт — Гамма: английский бульдог из стаи собак Манца[11].
- Джон Ратценбергер[англ.] — Том: строитель, спрашивающий Карла о желании продать дом[11].
- Джереми Лири — маленький Карл
- Джесс Харнелл — медбрат Эй Джей

## Создание
Пит Доктер начал писать сценарий для мультфильма ещё в 2004 году. Идея летающего дома символизирует попытку уйти от реальности, вызывающей большое раздражение, причина которого кроется в нарастающих социальных проблемах. Однако сценарий значительно изменился во время работы. В первой версии действие происходило в летающем замке, который утратил все связи с миром. В замке жил король с двумя сыновьями, которые боролись за право унаследовать королевство. Однажды принцы упали на землю и, пытаясь вернуться, они сталкиваются с разными приключениями, испытаниями и существами (например, гигантской птицей). От изначального варианта остались только птица и название «Вверх».
Актёр и сценарист Томас Маккарти помогал Доктеру и Бобу Питерсону в написании истории около трех месяцев.
Пожилой человек в качестве главного героя был выбран Доктером после того, как он нарисовал картинку, на которой был изображен раздраженный старик с улыбающимися воздушными шариками. Томас и Боб посчитали, что пожилой человек в качестве протагониста может послужить основой разного рода шуток, так как пожилые люди руководствуются своим жизненным опытом и обладают сложившимися взглядами на жизнь. Доктер не был заинтересован в том, чтобы использовать пожилого человека в качестве протагониста, посчитав, что дети будут относиться к Карлу так же, как они относятся к собственным бабушкам и дедушкам.
Доктер отметил, что фильм отражает его дружбу с такими ветеранами компании Дисней, как Фрэнк Томас, Олли Джонстон и Джо Грант (которым посвящён мультфильм и которые умерли до его выхода). Перед своей смертью в 2005 году Джо Грант успел прочитать сценарий, который ему понравился, и дал несколько своих советов. Именно драматическая завязка, связанная с переживаниями Карла по своей покойной жене, была одним из его советов.
Доктер и Джонас Ривера отметили очаровательный характер Карла: «Несмотря на его раздражительность, присущую пожилым людям, в нём есть что-то очаровательное и, конечно же, умение говорить с людьми так, как себе более молодые люди не позволили бы […] Это как ходить на обед с Джо Грантом, который мог позволить себе назвать официантку „дорогушей“».
В первоначальном варианте сценария Карл должен был отправить свою жену в небо, что было по меньшей мере странным и не имело твердой мотивации, поэтому сценаристы начали думать над целью более плотно. В результате в сценарий было добавлено путешествие в Южную Америку. Выбор Южной Америки был не случаен и был отчасти связан с любовью Доктера к тропическим местам и с желанием оставить Карла наедине с ребёнком в таком месте, где бы Карл не смог передать его социальным работникам и вынужден был бы терпеть его общество. Таким образом, ребёнок был добавлен для того, чтобы помочь Карлу выбраться из своего подавленного состояния и продолжать жить дальше.
Образ говорящего пса Дага был придуман, чтобы показать иное видение того, о чём думают собаки.
Для того, чтобы адекватно изобразить поведение собак, в том числе и язык тела, актёры и аниматоры консультировались у собачьего тренера и специалиста по поведению Яна Данбара.
Бой-скаут Рассел был добавлен в сценарий намного позже, чем Даг и Кевин; его появление, а также эпизод с попыткой сноса здания, помогли избавить сюжет от чувства «эпизодичности».

### Прототипы
- Образ Карла был скопирован со Спенсера Трейси, Уолтера Маттау, Джеймса Уитмора и c их собственных прародителей, потому что, как отметил режиссёр, они были нечто большим, чем просто ворчливые старики.
- История Чарльза Манца и его раскол с учёным обществом очень похожи на первоначальные отношения профессора Челленджера и представителей науки в романе Артура Конан Дойла «Затерянный мир».
- Райский водопад частично основан на самом высоком водопаде мира — Анхель. На это указывают его расположение в Южной Америке, история с самолётом и образ на фотографиях[27].

## Реакция
По данным ресурса Rotten Tomatoes, 98 % кинокритиков выдали положительные заключения о фильме. Манола Даргис, в частности, была восхищена первыми минутами фильма, в которых спрессована вся жизнь главного героя; дальнейшее развитие событий, по её мнению, вполне следует в русле голливудской приключенческой кинопродукции с той разницей, что в роли Индианы Джонса оказывается престарелый мизерабль. В первый уик-энд проката в США «Вверх» собрал свыше 68 млн долларов.

## Награды и номинации
Награды
- 2009 — премия Национального совета кинокритиков США за лучший анимационный художественный фильм
- 2009 — премия Teen Choice Award за лучшую летнюю комедию
- 2009 — Специальное упоминание (Future Film Festival Digital Award) на Венецианском кинофестивале
- 2010 — «Золотой глобус» за лучший анимационный художественный фильм
- 2010 — «Золотой глобус» за лучшую оригинальную музыку (Майкл Джаккино)
- 2010 — «Оскар» за лучший анимационный полнометражный фильм
- 2010 — «Оскар» за лучшую музыку к фильму (Майкл Джаккино)

Номинации
- 2010 — номинация на премию «Грэмми» за лучший саундтрек (Майкл Джаккино)
- 2010 — номинация на премию «Оскар» за лучший фильм

## Видеоигры
26 мая 2009 года для нескольких платформ была выпущена одноимённая игра по мотивам мультфильма.
Также 20 марта 2012 года для Xbox 360 была выпущена Rush: A Disney-Pixar Adventure. В нём представлены персонажи из пяти мультфильмов Pixar: «Вверх», «Суперсемейка», «Тачки», «Рататуй» и «История игрушек».